# シヴネーリー

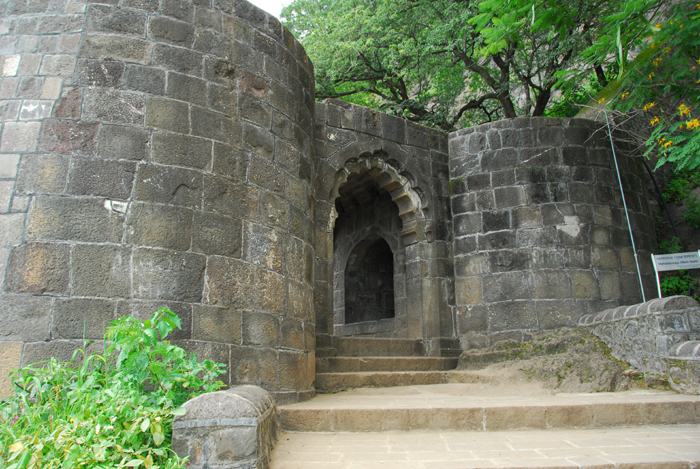
シヴネーリの城への入り口

シヴネーリー（マラーティー語：शिवनेरी、英語：Shivneri）は、インドのマハーラーシュトラ州、プネー県の都市。シヴネールとも呼ばれる。

## 歴史
この地はビジャープル王国（アーディル・シャーヒー朝）の領土であり、1636年に アフマドナガル王国から亡命してきたマラーターの武将シャハージーに封土として与えられた。
1627年あるいは1630年、この地にいたシャハージーの妻ジジャー・バーイーはのちのマラーター王国の祖シヴァージーを生んだ。この地はその名にちなんで「シヴネーリー」と名付けられた。